# Welur (miasto)
Welur – miasto w Indiach, w dystrykcie Namakkal, w stanie Tamilnadu. W 2001 r. zamieszkiwało je 18 393 osób.
W Welurze rozwinął się przemysł spożywczy, elektrotechniczny oraz chemiczny. Znajduje się tam ośrodek handlowy regionu rolniczego.